# Sparta Warszawa (siatkówka)
MUKS Sparta Warszawa – młodzieżowy polski kobiecy klub siatkarski z Warszawy. W latach 2010–2015 występował na parkietach I ligi, od roku 2015 zaś – II ligi. Klub odnosi liczne sukcesy w rozgrywkach kadetek i juniorek. Od 2015 roku nosi oficjalną nazwę ESPES Sparta Warszawa. W rozgrywkach młodzieżowych Spartę Warszawa reprezentowało wiele byłych i obecnych reprezentantek Polski.

## Kadra zespołu w sezonie 2018/2019
Pierwszy trener: Robert Strzałkowski
Drugi trener: Adam Adamek
| Nr | Imię i nazwisko     | Data ur. | Wzrost | Pozycja        |
| -- | ------------------- | -------- | ------ | -------------- |
| 1  | Marcelina Karpińska | 1999     | 190 cm | przyjmująca    |
| 2  | Aleksandra Muda     | 1996     | 179 cm | rozgrywająca   |
| 3  | Wiktoria Wiśniewska | 2000     | 177 cm | przyjmująca    |
| 4  | Ania Staniszewska   | 2001     | 185 cm | środkowa bloku |
| 5  | Wiktoria Babecka    | 2000     | 173 cm | libero         |
| 6  | Kamila Zakrzewska   | 2001     | 178 cm | przyjmująca    |
| 7  | Aleksandra Gęsina   | 2000     | 188 cm | środkowa bloku |
| 8  | Adrianna Słomińska  | 2001     | 176 cm | rozgrywająca   |
| 9  | Zuzanna Jachowska   | 2000     | 182 cm | atakująca      |
| 10 | Adriana Wełna       | 2001     | 178 cm | rozgrywająca   |
| 12 | Zuzanna Hausman     | 2000     | 180 cm | środkowa bloku |
| 13 | Zuzanna Borasik     | 2003     | 175 cm | przyjmująca    |
| 14 | Julia Dąbrowska     | 1999     | 179 cm | przyjmująca    |
| 15 | Julia Siuta         | 2000     | 180 cm | przyjmująca    |

## Byłe juniorki Sparty Warszawa w ekstraklasie i 1 lidze kobiet (2018/2019)
| Imię i nazwiskoL             | Pozycja         | Data ur. | Obecny klub                     | Poziom rozgrywek      |
| ---------------------------- | --------------- | -------- | ------------------------------- | --------------------- |
| Emilia Mucha                 | przyjmująca     | 1993     | BKS Profi Credit Bielsko Biała  | Liga Siatkówki Kobiet |
| Aleksandra Sikorska          | środkowa blokur | 1993     | MKS Dąbrowa Górnicza            | Liga Siatkówki Kobiet |
| Beata Olenderek (Mielczarek) | przyjmująca     | 1991     | Legionovia Legionowo            | Liga Siatkówki Kobiet |
| Ewelina Polak                | rozgrywająca    | 1993     | Legionovia Legionowo            | Liga Siatkówki Kobiet |
| Adriana Adamek               | libero          | 1998     | Legionovia Legionowo            | Liga Siatkówki Kobiet |
| Ewa Żak (Śliwińska)          | przyjmująca     | 1993     | KS Developres Rzeszów           | Liga Siatkówki Kobiet |
| Anna Widera                  | atakująca       | 1995     | Energa MKS Kalisz               | I liga kobiet         |
| Monika Bociek                | atakująca       | 1996     | MKS Muszynianka Muszyna         | Liga Siatkówki Kobiet |
| Klaudia Alagierska           | środkowa bloku  | 1996     | Legionovia Legionowo            | Liga Siatkówki Kobiet |
| Marta Krajewska              | rozgrywająca    | 1998     | Joker Mekro Świecie             | I liga kobiet         |
| Izabella Matyszczak          | rozgrywająca    | 1998     | Jedynka Azoty Tarnów            | I liga kobiet         |
| Dominika Kęsik               | przyjmująca     | 1998     | AZS Politechnika Śląska Gliwice | I liga kobiet         |
| Kamila Dyduła                | atakująca       | 1998     | AZS Politechnika Śląska Gliwice | I liga kobiet         |
| Dominika Kozyra              | przyjmująca     | 1999     | BKS PROFI CREDIT Bielsko Biała  | Liga Siatkówki Kobiet |
| Monika Kacprzak              | atakująca       | 1999     | Enea PTPS Piła                  | Liga Siatkówki Kobiet |

## Sukcesy klubu
2018 rok
Półfinał Mistrzostw Polski Juniorek
2017 rok
Półfinał Mistrzostw Polski Juniorek
2016 rok
Półfinał Mistrzostw Polski Kadetek
2015 rok
Srebrny medal Mistrzostw Polski Kadetek – Proszowice
2011 rok
Srebrny medal Mistrzostw Polski Juniorek – Tomaszów Lubelski
2010 rok
Mistrz Polski Kadetek – Warszawa
Brązowy medal Mistrzostw Polski Juniorek – Sulechów
I miejsce w Ogólnopolskiej Olimpiadzie Dzieci i Młodzieży Kadetek – Legionowo
Awans do I ligi siatkówki kobiet
2009 rok
Mistrz Polski Kadetek – Krzanowice
III miejsce w Ogólnopolskiej Olimpiadzie Dzieci i Młodzieży Kadetek – Ostrowiec Świętokrzyski
V miejsce w Mistrzostwach Polski Juniorek – Mysłowice
2008 rok
Mistrz Polski Kadetek – Tomaszów Lubelski
Brązowy medal Mistrzostw Polski Młodziczek – Mońki
I miejsce w Ogólnopolskiej Olimpiadzie Dzieci i Młodzieży Kadetek – Jawor

## Historia klubu
„Sparta” to nazwa istniejącego w latach 50. w Warszawie klubu, który brał udział w pierwszoligowych rozgrywkach w siatkówce zarówno żeńskiej, jak i męskiej. Międzyszkolny Uczniowski Klub Sportowy „SPARTA” Warszawa powstał w 2001 roku z inicjatywy trenera Teofila Czerwińskiego oraz działacza sportowego Witolda Charmo. Od samego rozpoczęcia działalności, klub był nastawiony na szkolenie młodzieży.
Rok 2005 był przełomowym w krótkiej historii klubu. Z uwagi na stale zwiększającą się liczbę trenujących dziewcząt (przyczyniły się do tego m.in. sukcesy naszej żeńskiej Reprezentacji na Mistrzostwach Europy w 2003 i 2005 roku) klub był zmuszony zamienić szkolną salę gimnastyczną na wysokiej klasy obiekt komercyjny. Dzięki przychylności Pana Pawła Michalca, Dyrektora Dzielnicowego Ośrodka Sportu i Rekreacji Praga Północ, Sparta uzyskała możliwość trenowania i rozgrywania spotkań w hali przy ulicy Jagiellońskiej 7.
Od roku 2011/2012 klub MUKS Sparta Warszawa zmienił siedzibę na CRS Bielany przy ul. Lindego 20, gdzie do chwili obecnej prowadzone są treningi i rozgrywane mecze.